# Mocsári nyúl
A mocsári nyúl (Sylvilagus aquaticus) az Egyesült Államok délkeleti részén honos nyúlfaj.

## Megjelenése
A mocsári nyúl a Sylvilagus nem legnagyobb termetű képviselője. Testhossza 45–55 cm, súlya 1,6-2,7 kg között mozog. Farkának hossza 5-7,5 cm. Fülei a többi nyúlhoz képest rövidek. Feje, háta és farkának felső része vörösbarna vagy sötétbarna; torka, hasa és farkának alsó oldala fehér színű. Mancsai világosabbak az alapszínénél, sokszor egészen vörösesek. Szeme körül világosabb barna gyűrű látható.

## Elterjedése és életmódja
A mocsári nyúl az USA déli és délkeleti államainak (Kelet-Texastól Dél-Karolináig) lápos, mocsaras, vízben gazdag területeinek lakója.
Elsősorban különböző fű-, sás-, és nádfajokkal táplálkozik. A többi nyúltól eltérően területvédő magatartást mutat, a hímek hangadással és az állukon levő illatmirigyek szagos váladékával jelölik meg territóriumukat. Búvóhelyül kis föld alatti üregeket vájnak, melyet száraz növényekkel és saját szőrükkel bélelnek ki.
Nagyon jól úszó nyúlfaj, könnyedén átússza a patakokat, tavacskákat, kisebb folyókat. A ragadozók elől gyakran a vízben keres menedéket; ilyenkor a víz alatt bújik meg, csak az orrán át vesz levegőt. 

## Szaporodása

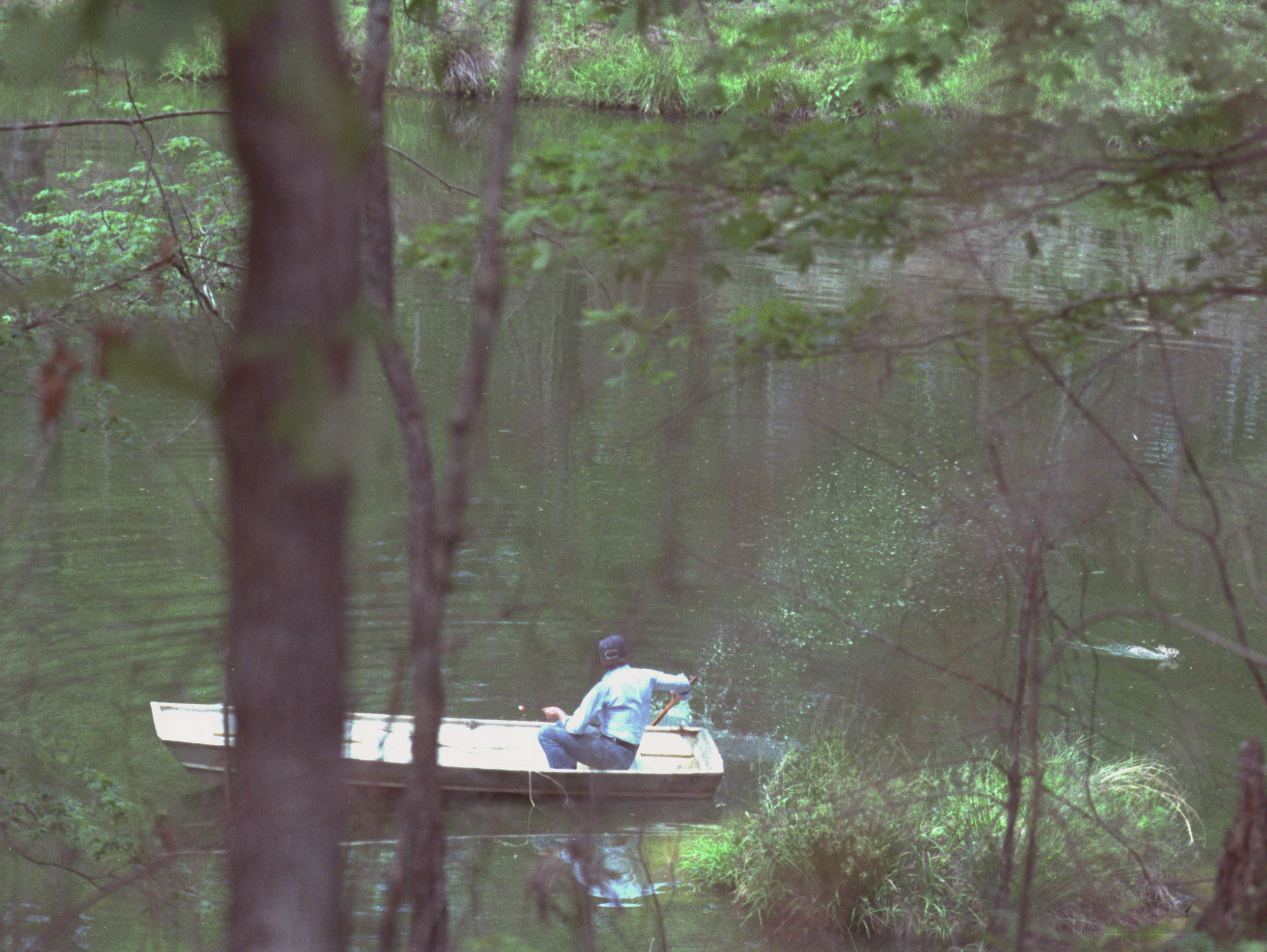
Jimmy Carter és a nyúl

A párzás szinte az egész évben bekövetkezhet, a nőstény évente 2-3 alkalommal is fiadzik. Vemhessége 40 napig tart, és egyszerre 1-6 kölyköt hoz a világra. A fiatal nyulak harminchetes korukban válnak ivaréretté. 

## Jimmy Carter és a mocsári nyúl esete
1979-ben az USA akkori elnöke, Jimmy Carter a georgiai Plainsben levő birtokán horgászott egy csónakban, amikor arra lett figyelmes hogy egy zaklatott idegállapotú nyúl úszik egyenesen a csónakja felé, feltehetően menedéket keresve valamilyen ragadozó elől. Carter az evezőjével vizet fröcskölve elhessegette az állatot. A Fehér Ház fotósa lefényképezte az esetet, amelyet a The Washington Post a címoldalon, "Nyúl támadt az elnökre" főcímmel hozott le.  

### Fordítás
Ez a szócikk részben vagy egészben  a(z)   Водяной кролик című orosz Wikipédia-szócikk ezen változatának fordításán alapul.  Az eredeti cikk szerkesztőit annak laptörténete sorolja fel. Ez a jelzés csupán a megfogalmazás eredetét és a szerzői jogokat jelzi, nem szolgál a cikkben szereplő információk forrásmegjelöléseként.